# Список российских космонавтов, летавших на шаттлах
После распада Советского Союза сотрудничество в космической сфере между Российской Федерацией и Соединёнными Штатами Америки, начатое ещё в 1970-х годах в рамках программы «Союз — Аполлон», возобновилось. 17 июня 1992 года было подписано межправительственное соглашение, предусматривающее, помимо прочего, использование американскими астронавтами российской орбитальной станции «Мир». Позднее в рамках выполнения соглашения Российским космическим агентством и американским Национальным управлением по аэронавтике и исследованию космического пространства была запущена программа «Мир — Шаттл», предусматривавшая полёты российских космонавтов вместе с американскими астронавтами на американских многоразовых кораблях «Спейс шаттл». 
Всего с 1994 по 2002 год было выполнено 18 орбитальных полётов «шаттлов», в экипажи которых были включены 20 российских космонавтов. Два первых не предусматривали стыковки со станцией «Мир», 6 следующих предполагали совместную работу на станции «Мир», а последующие выполнялись по программе создания Международной космической станции.
Первым российским космонавтом, совершившим полёт на американском «шаттле», был Сергей Крикалёв, отправившийся в космос на американском корабле «Дискавери» в феврале 1994 года. Первая стыковка со станцией «Мир» была выполнена 29 июня 1995 года шаттлом «Атлантис», на борту которого в этот момент находились 2 российских космонавта — Анатолий Соловьёв и Николай Бударин. Для возможности осуществления стыковки был специально изготовлен стыковочный отсек 316ГК. Он был разработан под руководством конструктора Владимира Сыромятникова — автора узла, использовавшегося при первой стыковке космических кораблей «Союз-19» и «Аполлон».
| №  | ФИО                             | Дата полёта                  | Космический корабль | Миссия  | Описание                                                                                             |              |
| -- | ------------------------------- | ---------------------------- | ------------------- | ------- | --- | ------------ |
| 1  | Бударин, Николай Михайлович     | 27—29 июня 1995 года         | Атлантис            | STS-71  | Полёт с Земли до станции «Мир»                                                                       | [ 1 ] [ 2 ]  |
| 1  | Бударин, Николай Михайлович     | 23—25 ноября 2002            | Индевор             | STS-113 | Полёт с Земли на Международную космическую станцию                                                   | [ 3 ]        |
| 2  | Дежуров, Владимир Николаевич    | 4—7 июля 1995                | Атлантис            | STS-71  | Возвращение со станции «Мир» на Землю                                                                | [ 1 ] [ 2 ]  |
| 2  | Дежуров, Владимир Николаевич    | 10—12 августа 2001           | Дискавери           | STS-105 | Полёт с Земли на Международную космическую станцию                                                   | [ 1 ] [ 4 ]  |
| 2  | Дежуров, Владимир Николаевич    | 15—17 декабря 2001           | Индевор             | STS-108 | Возвращение с Международной космической станции на Землю                                             | [ 1 ] [ 5 ]  |
| 3  | Гидзенко, Юрий Павлович         | 19—21 марта 2001             | Дискавери           | STS-102 | Возвращение с Международной космической станции на Землю                                             | [ 1 ] [ 6 ]  |
| 4  | Кондакова, Елена Владимировна   | 15—24 мая 1997               | Атлантис            | STS-84  | Полёт на станцию «Мир» с последующим возвращением на Землю                                           | [ 1 ] [ 7 ]  |
| 5  | Корзун, Валерий Григорьевич     | 5—7 июня 2002                | Индевор             | STS-111 | Полёт с Земли на Международную космическую станцию                                                   | [ 1 ] [ 8 ]  |
| 5  | Корзун, Валерий Григорьевич     | 2—7 декабря 2002             | Индевор             | STS-113 | Возвращение с Международной космической станции на Землю                                             | [ 1 ] [ 3 ]  |
| 6  | Крикалёв, Сергей Константинович | 3—11 февраля 1994            | Дискавери           | STS-60  | Полёт на орбиту с последующим возвращением на Землю. Первый полёт российского космонавта на «Шаттле» | [ 1 ] [ 9 ]  |
| 6  | Крикалёв, Сергей Константинович | 4—16 декабря 1998            | Индевор             | STS-88  | Полёт на станцию «Мир» с последующим возвращением на Землю                                           | [ 1 ] [ 10 ] |
| 6  | Крикалёв, Сергей Константинович | 19—21 марта 2001             | Дискавери           | STS-102 | Возвращение с Международной космической станции на Землю                                             | [ 1 ] [ 6 ]  |
| 7  | Лончаков, Юрий Валентинович     | 19 апреля — 1 мая 2001       | Индевор             | STS-100 | Полёт на Международную космическую станцию с последующим возвращением на Землю                       | [ 1 ] [ 11 ] |
| 8  | Маленченко, Юрий Иванович       | 8—19 сентября 2000           | Атлантис            | STS-106 | Полёт на Международную космическую станцию с последующим возвращением на Землю                       | [ 1 ] [ 12 ] |
| 9  | Моруков, Борис Владимирович     | 8—19 сентября 2000           | Атлантис            | STS-106 | Полёт на Международную космическую станцию с последующим возвращением на Землю                       | [ 1 ] [ 12 ] |
| 10 | Онуфриенко, Юрий Иванович       | 5—7 декабря 2001             | Индевор             | STS-108 | Полёт с Земли на Международную космическую станцию                                                   | [ 1 ] [ 5 ]  |
| 10 | Онуфриенко, Юрий Иванович       | 15—19 июня 2002              | Индевор             | STS-111 | Возвращение с Международной космической станции на Землю                                             | [ 1 ] [ 8 ]  |
| 11 | Рюмин, Валерий Викторович       | 2—12 июня 1998               | Дискавери           | STS-91  | Полёт на станцию «Мир» с последующим возвращением на Землю                                           | [ 1 ] [ 13 ] |
| 12 | Соловьёв, Анатолий Яковлевич    | 27—29 июня 1995 года         | Атлантис            | STS-71  | Полёт с Земли до станции «Мир»                                                                       | [ 1 ] [ 2 ]  |
| 13 | Стрекалов, Геннадий Михайлович  | 4—7 июля 1995                | Атлантис            | STS-71  | Возвращение со станции «Мир» на Землю                                                                | [ 1 ] [ 2 ]  |
| 14 | Титов, Владимир Георгиевич      | 3—11 февраля 1995            | Дискавери           | STS-63  | Полёт на орбиту с последующим возвращением на Землю                                                  | [ 1 ] [ 14 ] |
| 14 | Титов, Владимир Георгиевич      | 26 сентября — 6 октября 1997 | Атлантис            | STS-86  | Полёт на станцию «Мир» с последующим возвращением на Землю                                           | [ 1 ] [ 15 ] |
| 15 | Токарев, Валерий Иванович       | 26 мая — 3 июня 1999         | Дискавери           | STS-96  | Полёт на Международную космическую станцию с последующим возвращением на Землю                       | [ 1 ] [ 16 ] |
| 16 | Трещёв, Сергей Евгеньевич       | 5—7 июня 2002                | Индевор             | STS-111 | Полёт с Земли на Международную космическую станцию                                                   | [ 1 ] [ 8 ]  |
| 16 | Трещёв, Сергей Евгеньевич       | 2—7 декабря 2002             | Индевор             | STS-113 | Возвращение с Международной космической станции на Землю                                             | [ 1 ] [ 3 ]  |
| 17 | Тюрин, Михаил Владиславович     | 10—12 августа 2001           | Дискавери           | STS-105 | Полёт с Земли на Международную космическую станцию                                                   | [ 1 ] [ 4 ]  |
| 17 | Тюрин, Михаил Владиславович     | 15—17 декабря 2001           | Индевор             | STS-108 | Возвращение с Международной космической станции на Землю                                             | [ 1 ] [ 5 ]  |
| 18 | Усачёв, Юрий Владимирович       | 19—29 мая 2000               | Атлантис            | STS-101 | Полёт на Международную космическую станцию с последующим возвращением на Землю                       | [ 1 ] [ 17 ] |
| 18 | Усачёв, Юрий Владимирович       | 8—10 марта 2001              | Дискавери           | STS-102 | Полёт с Земли на Международную космическую станцию                                                   | [ 1 ] [ 6 ]  |
| 18 | Усачёв, Юрий Владимирович       | 20—22 августа 2001           | Дискавери           | STS-105 | Возвращение с Международной космической станции на Землю                                             | [ 1 ] [ 5 ]  |
| 19 | Шарипов, Салижан Шакирович      | 23—31 января 1998            | Индевор             | STS-89  | Полёт на станцию «Мир» с последующим возвращением на Землю                                           | [ 1 ] [ 18 ] |
| 20 | Юрчихин, Фёдор Николаевич       | 7—18 октября 2002            | Атлантис            | STS-112 | Полёт на Международную космическую станцию с последующим возвращением на Землю                       | [ 1 ] [ 19 ] |